# Rino Benedetti
Rino Benedetti (Ponte a Buggianese, 18 de novembro de 1928 - † Luca, 14 de junho de 2002). Foi um ciclista italiano, profissional entre 1951 e 1963, cujos maiores sucessos desportivos obteve-os no Giro d'Italia onde conseguiria 4 vitórias de etapa, na Volta a Espanha onde conseguiria 1 vitória de etapa, e no Tour de France com outro triunfo de etapa.

## Palmarés
| 1951 - Giro del Mendrisiotto 1952 - 1 etapa do Giro de Itália 1953 - 2 etapas da Volta a Sicília - G. P. Indústria e Comércio de Prato 1954 - Coppa Sabatini 1955 - Troféu Fenaroli - Giro de Reggio Calabria - 2 etapas do Giro de Itália 1957 - 1 etapa da Volta a Espanha | 1958 - 2 etapas da Volta à Suíça - 2 etapas da Volta a Sicília - Copa Cidade de Busto Arsizio 1959 - 1 etapa do Giro de Itália - Coppa Sabatini - Giro del Veneto - Giro di Campania 1960 - 2º no Campeonato da Itália em Estrada 1961 - Troféu Fenaroli - 1 etapa dos Quatro Dias de Dunquerque - G. P. Quarrata 1962 - 1 etapa do Tour de France - 1 etapa da Volta à Catalunha |

## Resultados em Grandes Voltas
| Corrida         | 1952 | 1953 | 1954 | 1955 | 1956 | 1957 | 1958 | 1959 | 1960 | 1961 | 1962 | 1963 |
| --------------- | ---- | ---- | ---- | ---- | ---- | ---- | ---- | ---- | ---- | ---- | ---- | ---- |
| Giro de Itália  | 48   | Ab.  | 34º  | 49º  | 18º  | Ab.  | 37º  | 23º  | 18º  | Ab.  | 30º  | 39º  |
| Tour de France  | -    | -    | -    | 42º  | -    | -    | -    | -    | -    | -    | 63º  | -    |
| Volta a Espanha | -    | -    | -    | -    | -    | 36º  | -    | -    | -    | -    | -    | -    |